# Ferran I de Parma
|  | Per a altres significats, vegeu «Ferran I». |

Ferran I de Parma (Parma, Ducat de Parma 20 de gener de 1751 - Fontevivo 9 d'octubre de 1802) fou el duc de Parma, Piacenza i Guastalla des de l'any 1765 fins a l'any 1802, sent el segon membre de la dinastia ducal dels Borbó-Parma.

## Orígens familiars
Va néixer el 20 de gener de 1765 al Palau ducal de la ciutat de Parma, sent fill del duc Felip I de Parma i de la princesa Elisabet de França. Ferran era net per via paterna del rei Felip V d'Espanya i de la princesa Isabel Farnese i per via materna del rei Lluís XV de França i de la princesa polonesa Maria Leszczyńska.
Fou germà per part de mare dels reis Lluís I i Ferran VI d'Espanya, i per part de mare de Carles III d'Espanya. Així mateix, fou germà de Maria Anna Victòria d'Espanya, casada amb Josep I de Portugal, i de Maria Antònia d'Espanya, casada amb Víctor Amadeu III de Savoia.

## Núpcies i descendents

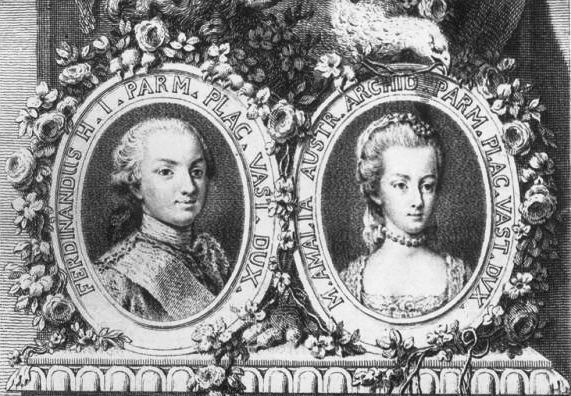
Ferran I de Parma i la seva esposa Maria Amàlia d'Àustria.

Es casà el 27 de juny de 1769 a la ciutat de Viena, matrimoni que es tornà a realitzar el 18 de juliol del mateix any a la ciutat de Colorno, amb l'arxiduquessa Maria Amàlia d'Àustria, filla de l'emperador Francesc I del Sacre Imperi Romanogermànic i de l'arxiduquessa Maria Teresa I d'Àustria. La parella tingué :
- SAR la princesa Carolina de Borbó-Parma, nascuda a Parma el 1770 i morta a Dresden el 1804. Es casà amb el príncep Maximilià de Saxònia.

- SM el rei Lluís I d'Etrúria, nascut el 1773 a Parma i mort el 1803 a Florència. Es casà amb la infanta Maria Lluïsa d'Espanya l'any 1795 a La Granja de San Ildefonso.

- SAR la princesa Maria Antonieta de Borbó-Parma, nascuda a Parma el 1774 i morta el 1841 a Roma.

- SAR la princesa Carlota de Borbó-Parma, nascuda a Parma el 1777 i morta el 1813 a Roma.

- SAR el príncep Felip de Borbó-Parma, nascut a Parma el 1783 i mort el 1786.

- SAR la princesa Antonieta de Borbó-Parma, nascuda a Parma el 1784 i morta el mateix any.

- SAR la princesa Maria Lluïsa de Borbó-Parma, nascuda a Parma el 1787 i morta el 1789 a la mateixa ciutat.

## Duc de Parma
Nomenat infant d'Espanya el 8 d'octubre de 1765 per part del seu oncle Carles III d'Espanya, Ferran heretà el Ducat de Parma l'any 1765 a la mort del seu pare, el duc Felip I de Parma.
El Ducat estava governat des de 1759 per Guillaume Du Tillot, que ocupava el càrrec de primer ministre per impossició de França. Des del primer aquest tingué l'opossició de Maria Amàlia, que volia reemplaçar la influència francesa i espanyola per l'austríaca, aconseguint el seu cessament per part de Ferran I. Immediatament les dues potències borbòniques imposaren José de Llano, però Ferran I desestimà la idea l'octubre de 1772.

### Conseqüències de la Revolució Francesa
Els canvis introduïts per la Revolució Francesa i el perill per a mantenir la pau provocà que Ferran I es declarés neutral davant els esdeveniments, si bé va signar un pacte secret amb el Sacre Imperi Romanogermànic el 13 de maig de 1794. El maig de 1796 Napoleó Bonaparte ocupà el Ducat de Milà i posteriorment feu el mateix amb el Ducat de Parma. Al febrer de 1801, la signatura del Tractat de Lunéville comportà que el seu fill Lluís rebés una part de la Toscana, territori que Napoleó convertí en el Regne d'Etrúria. El maig de 1801 el Tractat d'Aranjuez confirmà el Tractat de Sant Ildefons, per la qual cosa el Ducat de Parma passà a ser part de la Primera República Francesa.
El 9 d'octubre de 1802 Ferran I morí enverinat a la ciutat de Fontevivo, deixant com a hereu el seu fill Lluís, si bé el ducat passà formalment a ser territori de França.